# 60e brigade d'infanterie (Empire allemand)
Pour les articles homonymes, voir 60e brigade.
La 60e brigade d'infanterie est une grande unité de l'armée prussienne .

## Histoire
Avec l'entrée en vigueur de la loi militaire du 11 mars 1887, plusieurs unités militaires sont nouvellement implantées en Prusse, dont la 66e brigade d'infanterie, basée à Strasbourg, le 1er avril 1887. Le 1er avril 1890, elle est rebaptisée 60e brigade d'infanterie et a son siège à Metz. Elle fait partie jusqu'en 1890 de la 33e division d'infanterie puis de la 30e division d'infanterie basée à Strasbourg et rattachée au 15e corps d'armée

### Composition
- 1887 à 1890
  - 97e régiment d'infanterie
  - 105e régiment d'infanterie
  - 99e régiment d'infanterie (de)

- 1890 à 1897
  - 99e régiment d'infanterie (de)
  - 143e régiment d'infanterie
  - 105e régiment d'infanterie

- 1897 à 1914
  - 99e régiment d'infanterie (de) à Saverne
  - 143e régiment d'infanterie à Strasbourg et Mutzig[3]

- Structure de guerre du 2 septembre 1918

Comme auparavant, en plus 105e régiment d'infanterie et 5e escadron du 7e régiment de dragons

### Première Guerre mondiale
La brigade combat dans la formation de la 30e division d'infanterie sur le front occidental tout au long de la guerre.

### Commandants de la brigade
| Nom                                  | Date                              |
| ------------------------------------ | --------------------------------- |
| 66e brigade d'infanterie             |                                   |
| Gustav John von Freyend (de)         | 1er avril 1887 au 16 juin 1888    |
| Otto von Clausen                     | 17 juin 1888 au 31 mars 1890      |
| 60e brigade d'infanterie             |                                   |
| Gustav Schlüter                      | 1er avril 1890 au 19 juillet 1892 |
| Werner von Otto                      | 20 juillet 1892 au 15 juin 1896   |
| Louis von Stephani                   | 16 juin 1896 au 21 mai 1899       |
| Karl von Gall (de)                   | 22 mai 1899 au 15 juin 1900       |
| Albert von Usedom (de)               | 16 juin 1900 au 21 mars 1903      |
| Adolph Stahl                         | 22 mars 1903 au 13 juin 1904      |
| Max von Pavel                        | 14 juin 1904 au 21 mars 1907      |
| Curt von Pavel                       | 22 mars 1907 au 21 mars 1910      |
| Friedrich von Böckmann               | 22 mars 1910 au 21 mars 1912      |
| Carl Franz Adolf von Harbou          | 22 mars 1912 au 21 mars 1914      |
| Constantin von Altrock               | 22 mars 1914 au 2 janvier 1915    |
| Alfred von Quadt-Hüchtenbrück        | 3 janvier 1915 au 31 mai 1916     |
| Friedrich Kundt                      | 1er juin 1916 au 9 novembre 1917  |
| Hermann Rogalla von Bieberstein (de) | 10 novembre 1917 au 15 juin 1918  |
| Armin Koenemann                      | 16 juin 1918 au 10 janvier 1919   |